# Lednica 2000

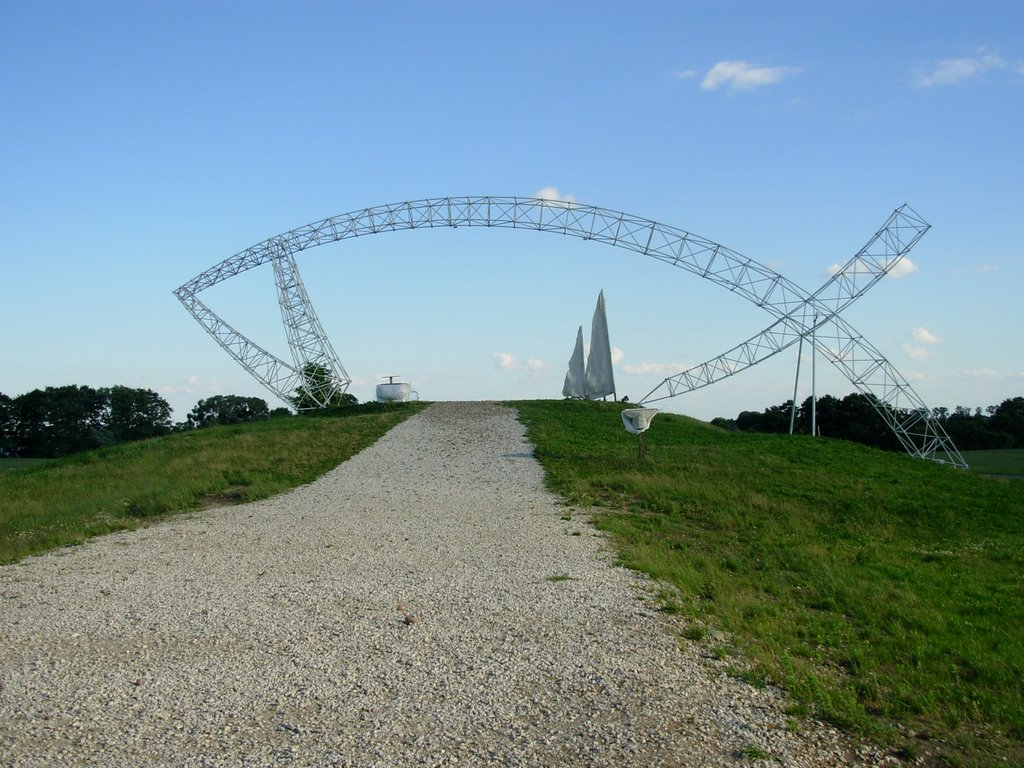
Lednická ryba Ichthys (symbol Krista a brána)

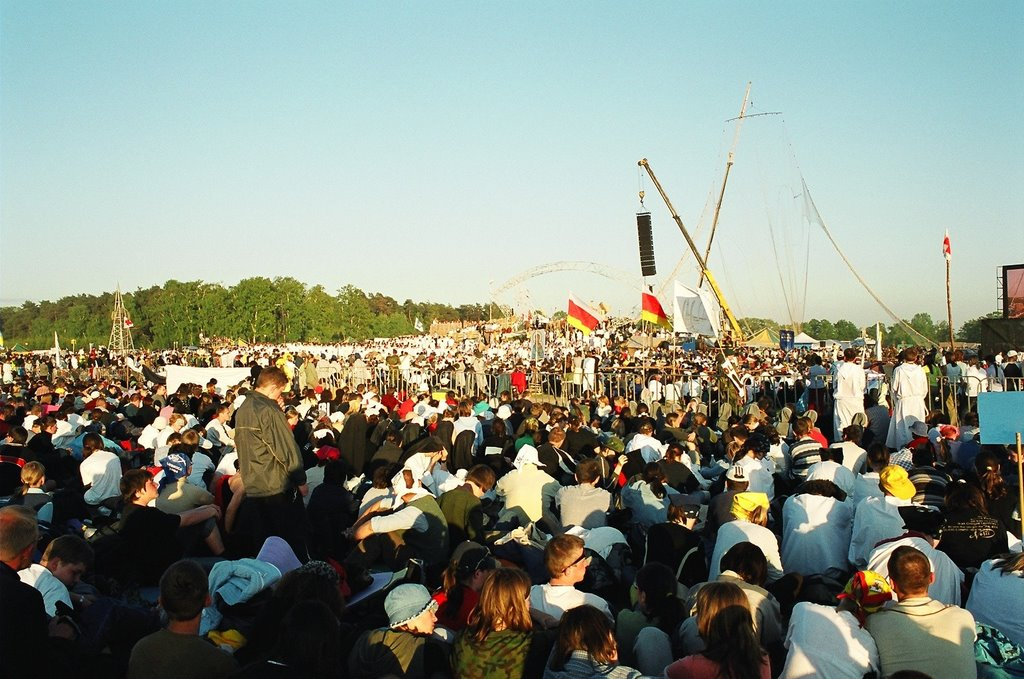
8. celopolské setkání mládeže Lednica v roce 2004

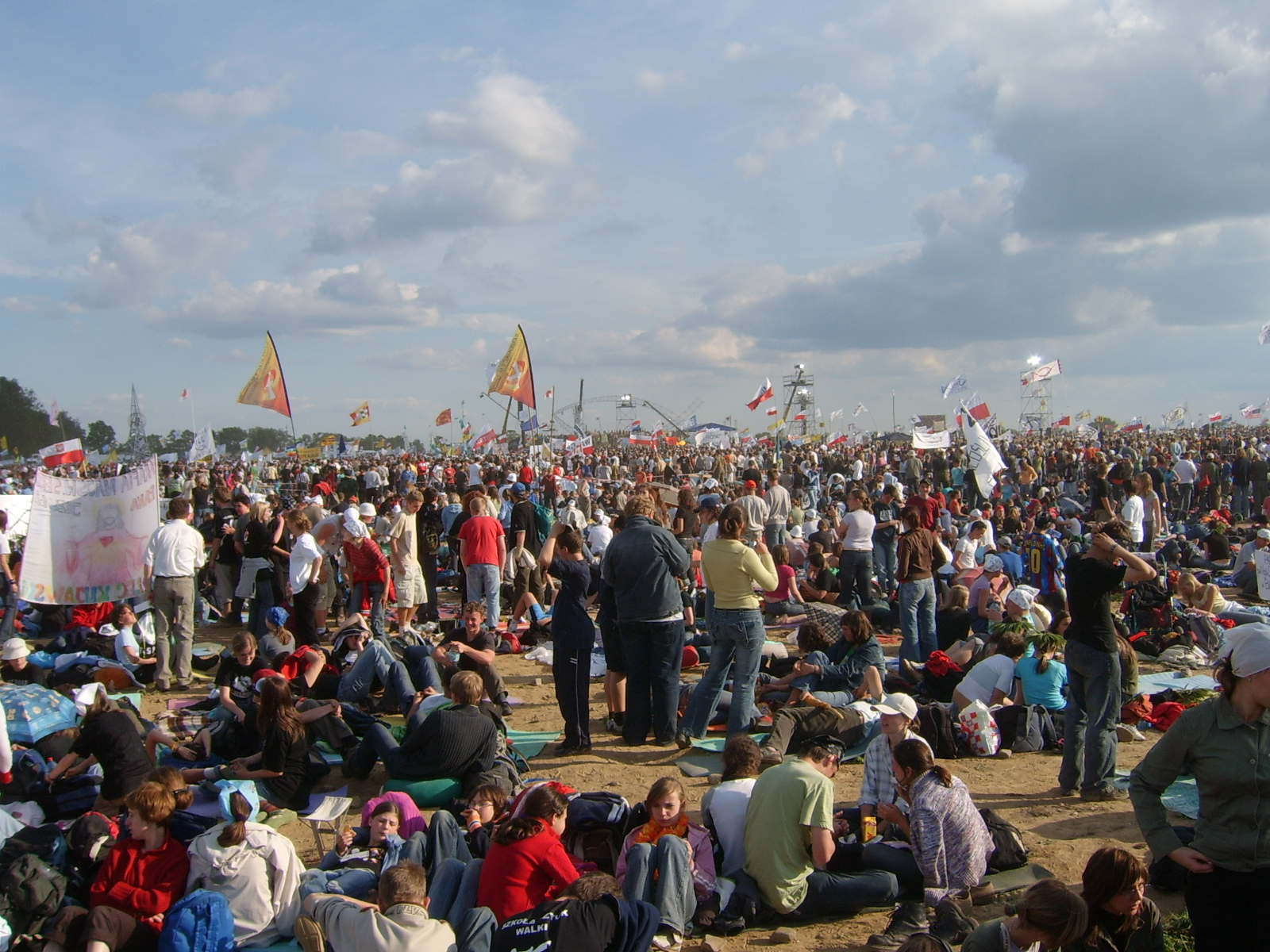
10. celopolské setkání mládeže Lednica v roce 2006 (v pozadí lednická ryba)

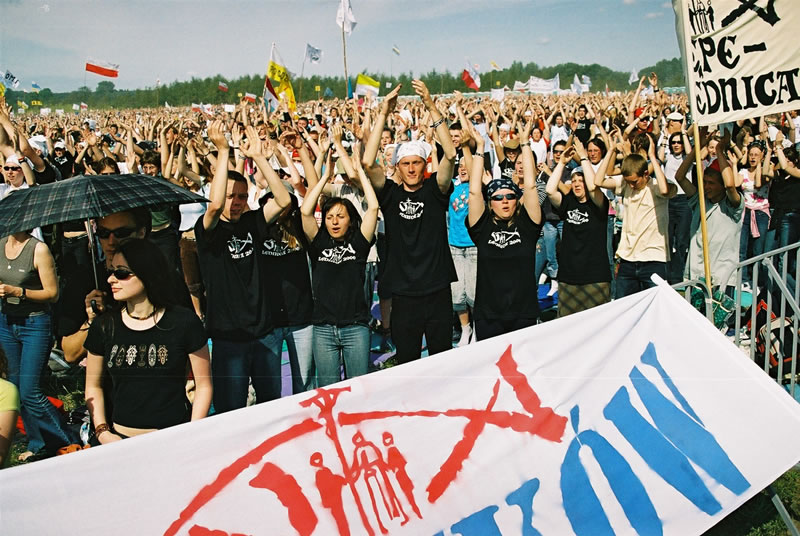
Mladí lidé se baví a současně modlí během jednoho z "lednických tanců" na setkání 3. června 2006

Celopolské setkání mládeže Lednica 2000 (polsky Ogólnopolskie Spotkanie Młodych Lednica 2000, hovorově Lednica) je každoroční setkání polské katolické mládeže, pořádané na Lednických polích (polsky Pola Lednickie, část vesnice Imiołki v gmině Kiszkowo) nedaleko Poznaně u jezera Lednica v místech, kde byl podle tradice roku 966 pokřtěn první polský kníže Měšek I. Jde o vůbec největší pravidelné náboženské setkání mládeže na světě s výjimkou těch, kterých se účastní papež.
Lednická setkání inicioval v roce 1997 známý poznaňský dominikán Jan Góra, blízký přítel papeže Jana Pavla II. Od té doby se konají každoročně, vždy první sobotu v červnu. Jde o významný projev činnosti polské katolické mládeže.
Papež Jan Pavel II. zasílal účastníkům Lednice pravidelně zvláštní pozdrav. Jeho následník Benedikt XVI. v této tradici pokračoval, stejně jako papež František. Setkání navštěvují také významní představitelé veřejného života, např. v roce 2013 polský prezident Bronisław Komorowski.

## Ročníky
- 2. června 1997 (20 000 účastníků) – Musíme jít
- 30. května 1998 (50 000 účastníků) – Nikdy sami
- 4. června 1999 (60 000 účastníků) – Uzřít cíl
- 10. června 2000 (70 000 účastníků) – Zvol si Krista!
- 2. června 2001 (90 000 účastníků) – Musíš tam být, aby ses dal zapsat!
- 18. května 2002 (100 000 účastníků) – Svatba v Káně Galilejské, 82. narozeniny Jana Pavla II.
- 7. června 2003 (140 000 účastníků) – Pobožnost talentů
- 29. května 2004 (180 000 účastníků) – Nech se ulovit do sítě Milosti!
- 4. června 2005 (150 000 účastníků) – Setkejme se u Zřídla
- 3. června 2006 (70 000 účastníků) – Kristus je cesta
- 2. června 2007 (45 000 účastníků) – Pošli mne!, za přítomnosti kardinála Stanisława Dziwisze
- 7. června 2008 (70 000 účastníků) – Nazval jsem vás přáteli!, za přítomnosti arcibiskupa Kazimierza Nycze
- 6. června 2009 (97 000 účastníků) – Rozpoznej čas!
- 5. června 2010 (80 000 účastníků) – Žena darem a tajemstvím
- 4. června 2011 (80 000 účastníků) – JP2 – počítá se svatost!
- 2. června 2012 (60 000[3] účastníků) – Láska si Tě najde![4]
- 1. června 2013 (80 000[5][6] účastníků) – Ve jménu Otce
- 7. června 2014 (60 000[7] účastníků) – Ve jménu Syna
- 6. června 2015 (75 000 účastníků) – Ve jménu Ducha Svatého
- 4. června 2016 (85 000 účastníků) – Amen
- 3. června 2017 (90 000 účastníků) – Jdi a miluj!
- 2. června 2018 (100 000 účastníků) – Jsem
- 1. června 2019 (60 000 účastníků) – Víš, že Tě miluji
- 6. června 2020 (130 000 účastníků on-line) – Celý Tvůj #Lednicadoma
- 5. června 2021 – Zaslechni
- 4. června 2022 (20 000 účastníků) – Na sám konec země
- 3. června 2023 – Jdi za Beránkem